# Кривко, Алексей Григорьевич
Алексей Григорьевич Кривко (4 июня 1939 — 9 апреля 2025) — советский хозяйственный, государственный и политический деятель, Герой Социалистического Труда (1967).

## Биография
Родился 4 июня 1939 года в селе Еремеевка. Член КПСС.
В 1955—2001 годах — механизатор в колхозе имени Сталина, в Советской Армии, тракторист совхоза «Еремеевский»/сельскохозяйственного производственного кооператива «Еремеевский» Полтавского района Омской области.
Указом Президиума Верховного Совета СССР от 19 апреля 1967 года присвоено звание Героя Социалистического Труда с вручением ордена Ленина и золотой медали «Серп и Молот».
Избирался депутатом Верховного Совета СССР 8-го созыва (1970—1974). Делегат XXIV съезда КПСС.
Почётный гражданин Омской области.
Жил в родном селе Еремеевка. Умер 9 апреля 2025 года.